# Kingman (rafa)
Kingman (ang. Kingman Reef) – niezamieszkana rafa koralowa o powierzchni 0,01 km² (suchy ląd), położona na północnym Oceanie Spokojnym. Współrzędne geograficzne: 6°23′N 162°25′W/6,383333 -162,416667. Jej płaska powierzchnia wznosi się maksymalnie do 1 m n.p.m. Znajduje się pod jurysdykcją Stanów Zjednoczonych, wchodząc w skład tzw. Dalekich Wysp Mniejszych Stanów Zjednoczonych.

## Historia
Rafa została odkryta w 1789 przez kapitana Edmunda Fanninga na statku Betsey. Pierwszym, który ją dokładnie opisał, był kapitan W.E. Kingman, który dopłynął tam w 1853 i od którego rafa wzięła swoją nazwę. W 1859 rafą ze względu na duże pokłady guana zainteresowała się firma United States Guano Company, jednak nie podjęła eksploracji. W 1922 firma Palmyra Copra Company uznała rafę za część terytorium Stanów Zjednoczonych i założyła tam krótkotrwałą bazę rybacką. W latach 1937–1938 była wykorzystywana przez linie Pan Am jako punkt postoju dla hydroplanów na drodze między Hawajami a Samoa Amerykańskim, ale z powodu wysokich kosztów pomysł ten zarzucono. W czasie II wojny światowej została uznana za obszar zamknięty i przeznaczony wyłącznie do użytku wojskowego, ale nigdy w taki sposób nie została wykorzystana. Po wojnie jurysdykcję nad archipelagiem przejął Departament Marynarki Wojennej.

## Stan obecny
Od 18 stycznia 2001 Rafa Kingmana jest rezerwatem przyrody, zarządzanym przez Departament Zasobów Wewnętrznych Stanów Zjednoczonych i U.S. Fish and Wildlife Service. Teren rezerwatu obejmuje rafę oraz pas morza terytorialnego o szerokości 12 mil morskich. Wstęp jest zabroniony.

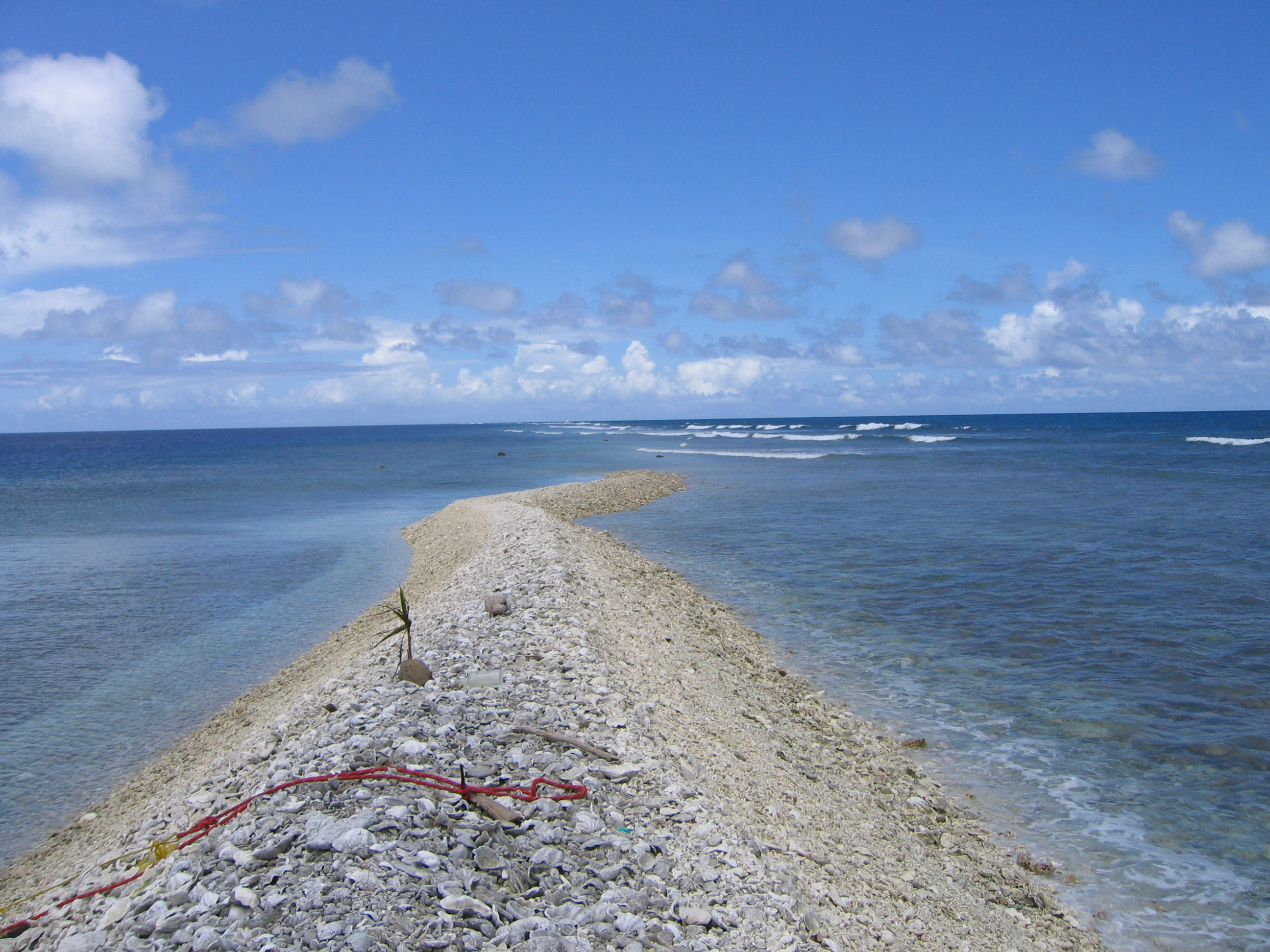
Wynurzona część rafy, z siewką palmy kokosowej
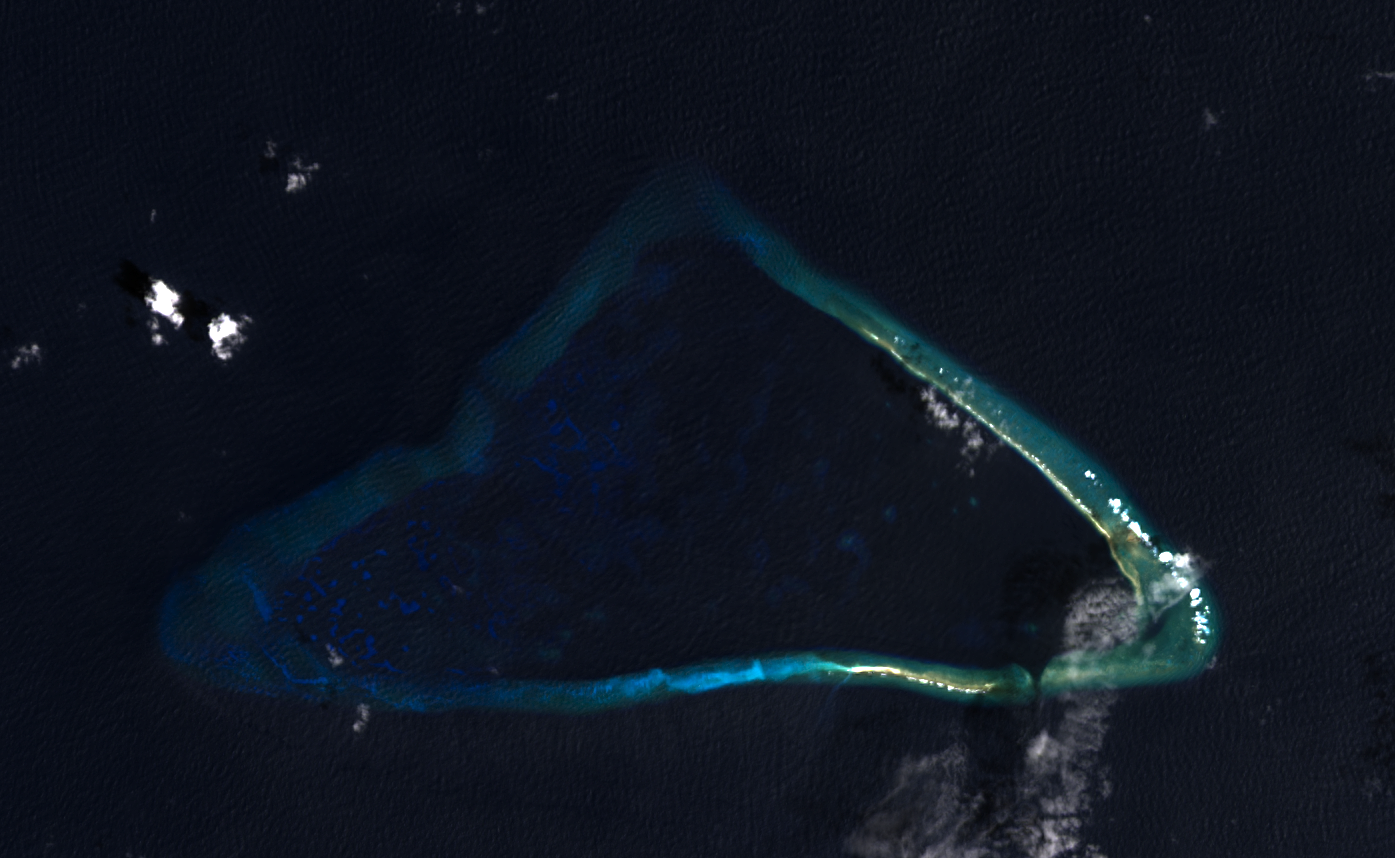
Rafa Kingmana – obraz z satelity Landsat